# Coatepeque
Coatepeque (v jazyce nahuatl Cōātepēc – „Na hadím kopci“) je kalderové jezero sopečného původu nacházející se v západní části středoamerického státu Salvador v departementu Santa Ana. Hladina jezera je v nadmořské výšce 746 m, rozloha jezera je 26 km² (jedno z největších jezer v Salvadoru), maximální hloubka dosahuje 115 m.

## Původ
Jezero vzniklo zatopením obrovské kaldery, která vznikla sérií explozivních erupcí před 72 000 až 57 000 roky. Pozůstatkem sopečné činnosti jsou dnes jen termální prameny v okolí jezera.

## Ostrov
Na jezeře je ostrov Teopan, který byl posvátným místem mayské civilizace.

## Využití
Jezero je využívané celou řadou vodních sportů (plavání, potápění, vodní lyžování, kanoistika, kajak).